# Salzbergwerk Berchtesgaden

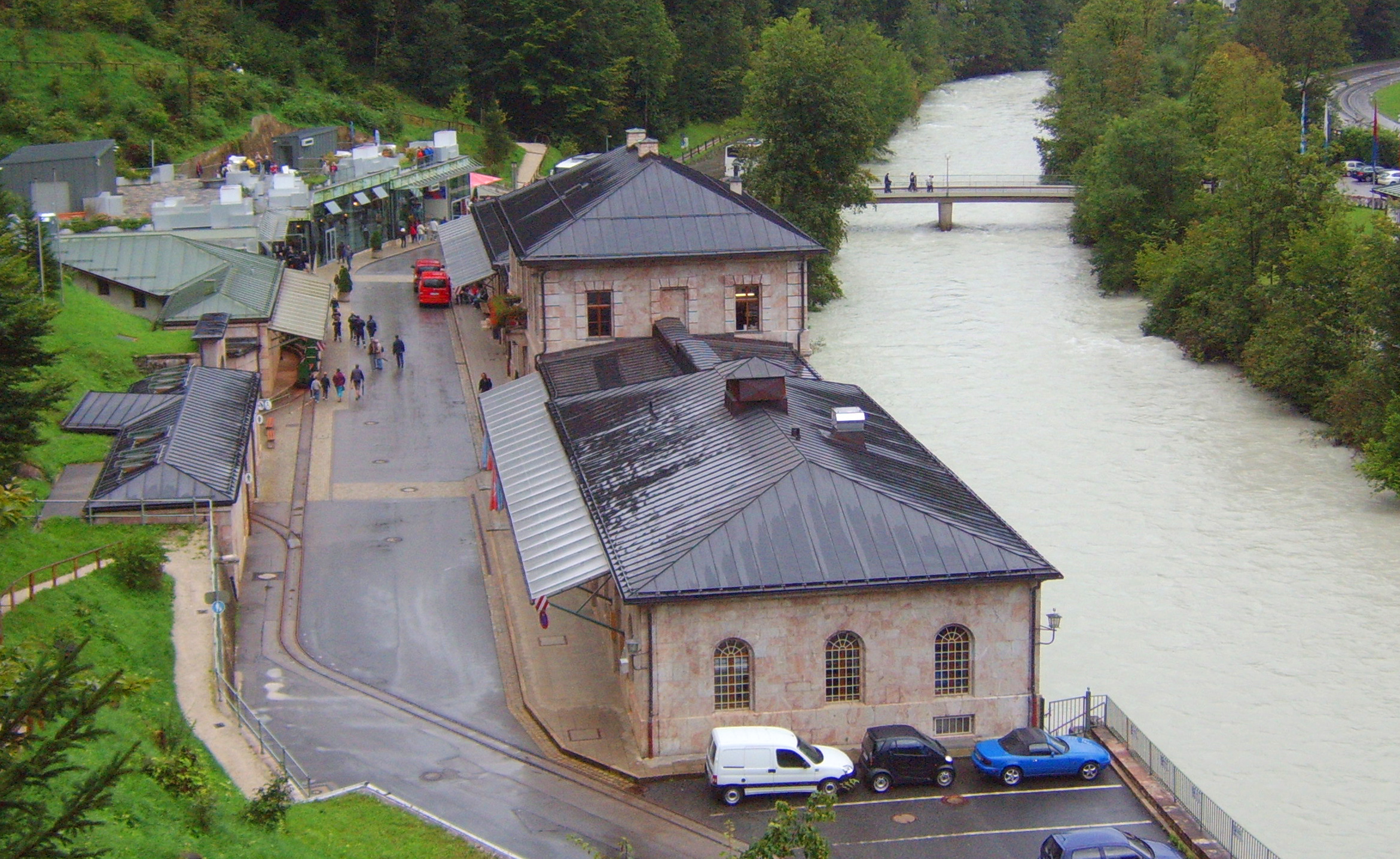
Salzbergwerk Berchtesgaden
rechts: Mitterberghaus; links: Ferdinandberg Besuchereinfahrt, dahinter: Kasse, Shop, Umkleideräume

Das Salzbergwerk Berchtesgaden ist das älteste aktive Salzbergwerk Deutschlands, in dem hauptsächlich im nassen Abbau Salz gewonnen wird, und zugleich ein Schaubergwerk in der Gemarkung Salzberg in Berchtesgaden. Mit 330.000 Besuchern zählt das Salzbergwerk (Stand: 2014) zu den touristischen Hauptattraktionen des Berchtesgadener Landes.

## Geschichte

### Gründung
Der Salzbergbau in Berchtesgaden bildete spätestens ab dem 13. Jahrhundert das wirtschaftliche Rückgrat des Klosterstifts Berchtesgaden, das nicht zuletzt auch deshalb immer größere politische Eigenständigkeit erlangen sollte – ab 1380 als Reichsprälatur und ab 1559 als Fürstpropstei. Gleichzeitig war er auch Ursache für Begehrlichkeiten des benachbarten Erzstifts Salzburg, die sogar mehrfach in kriegerische Auseinandersetzungen („Salzirrungen“) mündeten.
Bereits Eberwin, der erste Stiftspropst von Berchtesgaden, hatte während seiner Regentschaft (1101–1142) womöglich Zugriff auf erste Salzquellen. Propst Dietrich (1174–1178) ließ auf den Gütern des Klosterstiftes Berchtesgaden als Erster das Salz nicht nur abbauen, sondern begann auch Handel damit zu treiben. Unter seinem Nachfolger Friedrich I. (1178–1188) „strebte“ der von seinem Vorgänger Dietrich begonnene Salzhandel schließlich „reich empor“. Nicht zuletzt auch deshalb, weil Friedrich nach Ansicht der jüngeren Geschichtsforschung im Jahr 1180 die 1156 von Friedrich Barbarossa gewährte Goldene Bulle auch noch um die Schürffreiheit auf Salz und Metall (Salzregal) ergänzen ließ – ein in jener Zeit keineswegs unübliches Interpolieren beziehungsweise nachträglich erweiterndes Verfälschen (Verunechtung) einer solchen Urkunde. Ab 1191 im nahen Schellenberg (im „Salzgebirg“ des „Tuvals“) und bereits ab 1190 in unmittelbarer Nähe am Golmbach (andere Schreibweise: Gollenbach) in Salzberg wurde Steinsalz abgebaut, anschließend in offenen Holzrinnen zur Pfanne einer Saline in Schellenberg geleitet und dort zu Siedesalz versotten.
Das „Salzbergwerk Berchtesgaden“ wurde schließlich 1517 westlich „der weiteren Umgebung“ des Reviers Gollenbach während der Amtszeit des Stiftspropstes und Reichsprälaten Gregor Rainer aufgefahren. Der erste Stollen war der „Petersberg-Stollen“.

### Eigentümer
Die Anlagen des Salzbergwerks befanden sich ab 1517 im Besitz der Reichsprälatur Berchtesgaden, die ab 1559 zur Fürstpropstei Berchtesgaden erhoben wurde, und wurden vom Hallinger des Salzamtes in Schellenberg geschäftsführend mitverwaltet. Zwischenzeitlich unterstand das Salzbergwerk von 1594 bis 1723 der kurkölnischen Administration durch die Wittelsbacher. Nach der Säkularisation ab 1803 gehörte das Salzbergwerk dem Kurfürstentum Salzburg, ab 1805 dem Kaiserreich Österreich, 1809 für kurze Zeit Frankreich unter Napoleon und ab 1810 dem Königreich Bayern und seinen politischen Rechtsnachfolgern. 1927 überführte der Freistaat Bayern seine bisher als staatliche Regiebetriebe geführten Bergbauaktivitäten in die BHS-Bayerische Berg-, Hütten- und Salzwerke AG, so auch das Salzbergwerk Berchtesgaden, einziger Aktionär blieb der Freistaat.
1991 verkaufte der Freistaat die Aktien an die SKW Trostberg. 1995 wurde die Südsalz GmbH gegründet und das Salzbergwerk Berchtesgaden eingebracht. Die Südsalz GmbH gehört heute zum Konzern der Südwestdeutschen Salzwerke AG.

### Soleleitungen und Salinen
Als Saline diente bei Betriebsaufnahme bis 1805 die Schellenberger Saline („Sulzrin nach Schelnberg“), ab 1564 auch die Saline Frauenreuth in Berchtesgaden.

Saline in Schellenberg um 1900 od. früher, abgebrochen 1906
Saline Frauenreuth in Berchtesgaden (1890)
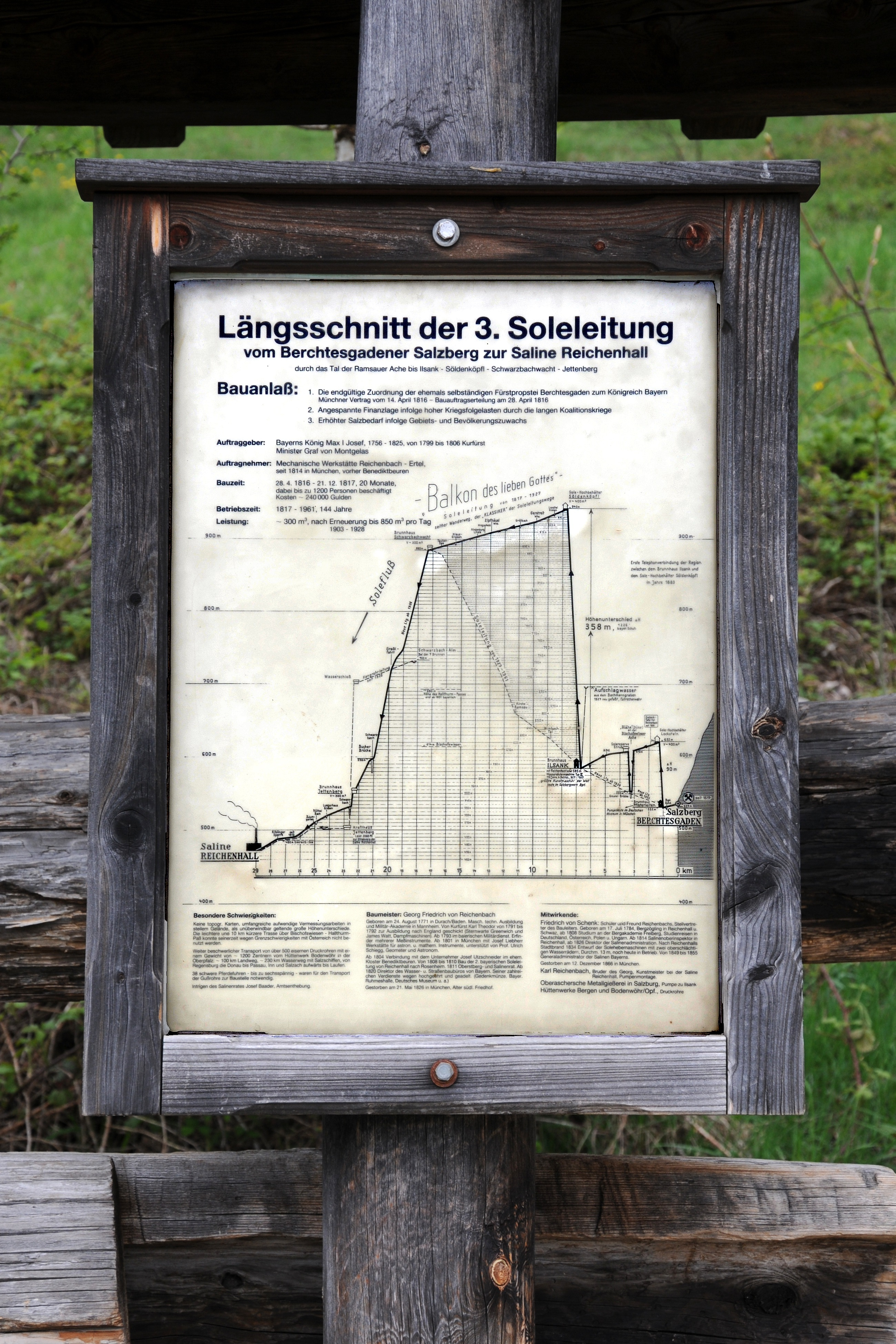
Karte mit „Längsschnitt der 3. Soleleitung“

Nach Eingliederung der Fürstpropstei Berchtesgaden in das Königreich Bayern im Jahr 1810 erhielt Georg Friedrich von Reichenbach 1816 den Auftrag, eine Soleleitung nach Reichenhall – der ältesten Saline Deutschlands – zu errichten, da aufgrund der jahrhundertelangen intensiven Waldnutzung und des eingeschränkten Einzugsgebietes in Berchtesgaden die Brennstoffversorgung schwierig war. Die Soleleitung war von 1817 bis 1927 in Betrieb und gilt aufgrund der Länge von 29 Kilometern und erheblichen Höhenunterschieden (z. B. 360 m Höhenunterschied Ilsank–Söldenköpfl) als technische Meisterleistung. Sie führte von Berchtesgaden durch Ramsau über den Pass Schwarzbachwacht nach Reichenhall. Der niedrigere Übergang nach Reichenhall am Hallthurm lag damals noch auf Österreichischem Gebiet und schied daher für die Trassenführung aus.
Der historischen Soleleitung folgte eine neue Soleleitung mit teils geänderter Streckenführung, aber ebenfalls über den Pass Schwarzbachwacht nach Bad Reichenhall führend. Die heutige vierte Soleleitung führt über den Hallthurm.
Anfang des 20. Jahrhunderts wurde der Salinenbetrieb in Berchtesgaden komplett eingestellt, seither wird die Sole aus Berchtesgaden ausschließlich in die 18 Kilometer entfernte Saline in Bad Reichenhall gepumpt und dort zu Speisesalz und Streusalz gesiedet bzw. verarbeitet.

### Einrichtung als Schaubergwerk
Bereits in der fürstpröpstlichen Zeit wurde das Salzbergwerk parallel als Schaubergwerk für Besuchereinfahrten von Touristen genutzt. Von Herbst 2006 bis Pfingsten 2007 wurde der Besucherbereich über und unter Tage, bei weiterlaufendem Besuchereinfahrtsbetrieb, grundlegend umgestaltet.

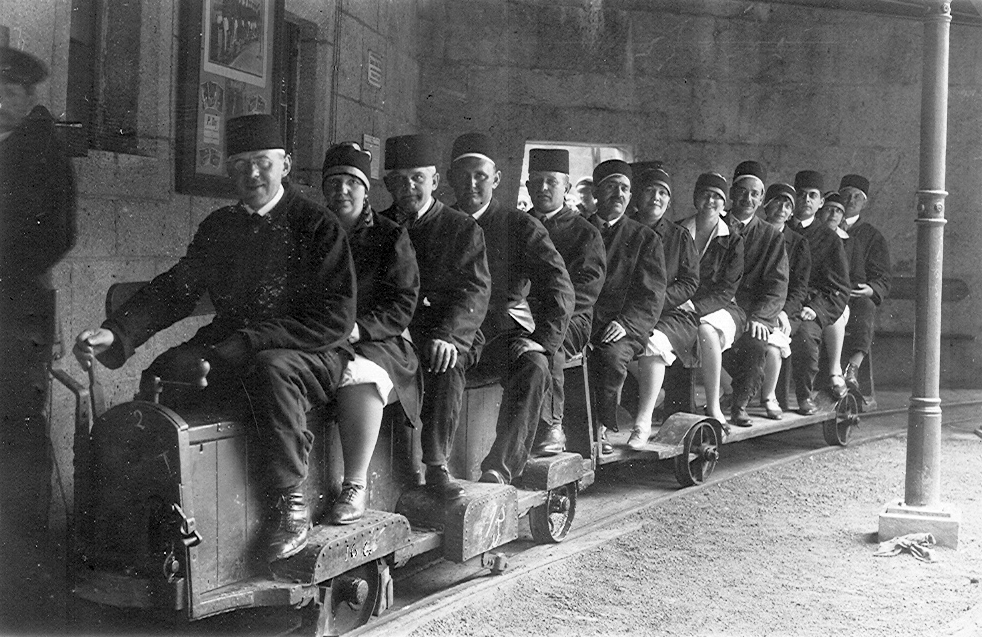
Typisches Besucherfoto nach Ausfahrt aus dem Schaubergwerk von 1926
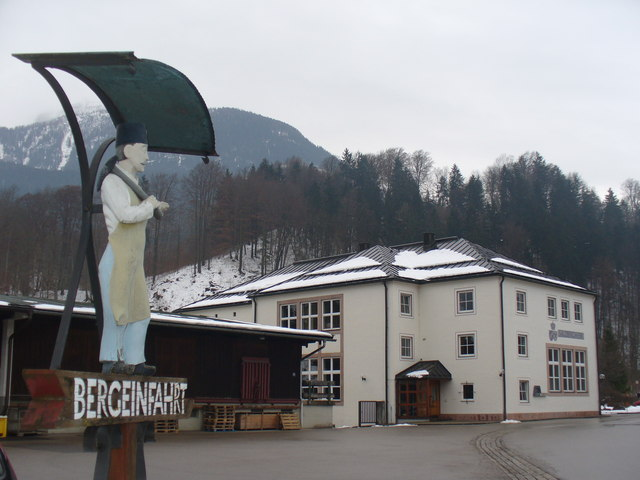
Teil der Werkstatt, dahinter Sozialgebäude und (verdeckt) Verwaltung
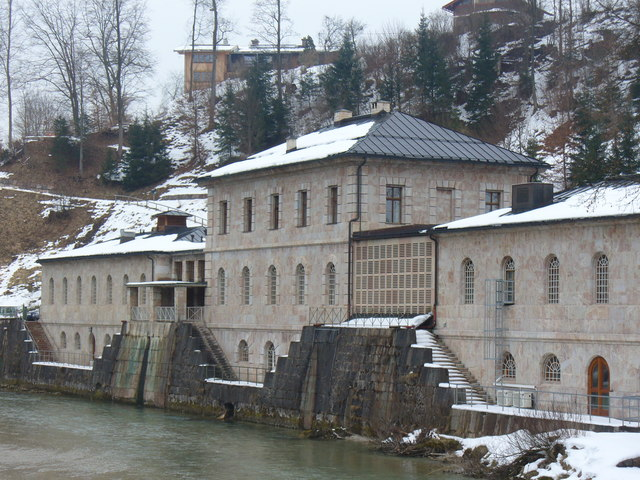
Mitterberghaus
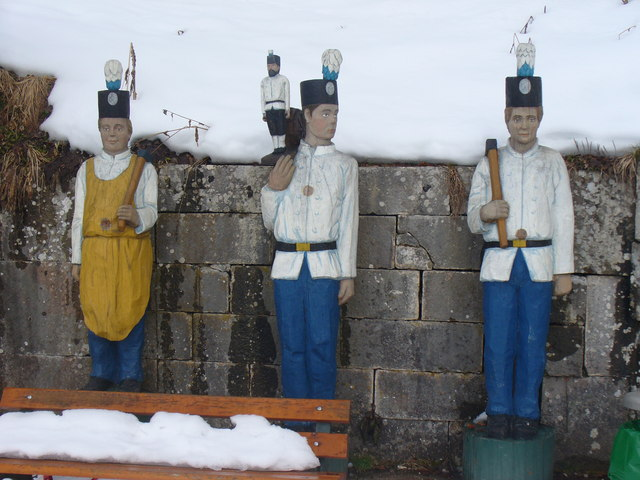
Figuren beim Salzbergwerk im Festhabit

## Abbautechnik, Fördermengen, Mitarbeiter
Seit 1517 ununterbrochen in Betrieb – und damit das älteste aktive Salzbergwerk Deutschlands –, wird in Berchtesgaden seit jeher im nassen Abbau gearbeitet. Über Jahrhunderte wurde die Sole in Sinkwerken gewonnen, jetzt erfolgt der nasse Abbau in Bohrspülwerken. Der Salzgehalt des Haselgebirges beträgt durchschnittlich 50 Prozent, jährlich werden daraus ca. 850.000 m³ Sole gefördert.

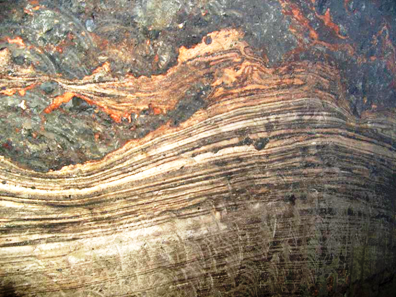
Haselgebirge

Heute arbeiten ca. 100 Mitarbeiter im Bergwerk, davon 50 unter Tage. Es ist damit einer der größten Arbeitgeber in Berchtesgaden.

## Besuchereinfahrt, Salzheilstollen
Eine Besuchereinfahrtstrecke des Bergwerks ist für Touristen geöffnet und wird jährlich von ca. 390.000 Besuchern genutzt. Die Streckenlänge der Besuchergrubenbahn beträgt 1400 Meter, ihre Spurweite 56 Zentimeter. Der Betrieb der Bahn erfolgt mit Gleichstrom von 400 Volt, der über eine seitliche Stromschiene zugeführt wird. Die aktuell zum Personentransport eingesetzten Fahrzeuge stammen aus dem Jahr 1995.
Die Besucherstrecke wurde 2007 modernisiert und in Form einer Multimedia-Edutainment-Show unter der Bezeichnung SalzZeitReise – Erlebnisbergwerk Berchtesgaden neu eröffnet. Eine Fahrt durch das Bergwerk zeigt die Entwicklung der Abbaumethoden sowie die weiteren Verarbeitungsschritte des Salzes an Ort und Stelle sowie multimediale Vorführungen zum Thema. Die Einfahrt mit der Bergwerksbahn erfolgt nach Einkleidung der Gäste in Overalls. (Bis Anfang 2000 wurden die Gäste in traditioneller Bergmannskluft aus schwarzer Hose, weißer Jacke und Kappe eingekleidet, ergänzt um einen Lederschurz.) Anschließend werden die Besucher wahlweise über Treppen oder Bergmannsrutschen tiefer in die Grube bis zu einem Salzsee geführt. Nach der Fahrt mit einer Zugseilfähre über den Salzsee geht es mit der Bahn wieder nach oben zum Ausgang. Die Führung dauert etwa eine Stunde.
Im Bergwerk werden auch Sonderveranstaltungen wie Konzerte und das Dinner de Sole durchgeführt. Seit 1990 gibt es im Bergwerk zudem einen 850 m² großen „Salzheilstollen“, der für „Gesundheitseinfahrten“, jedoch nicht für Speläotherapien genutzt wird.

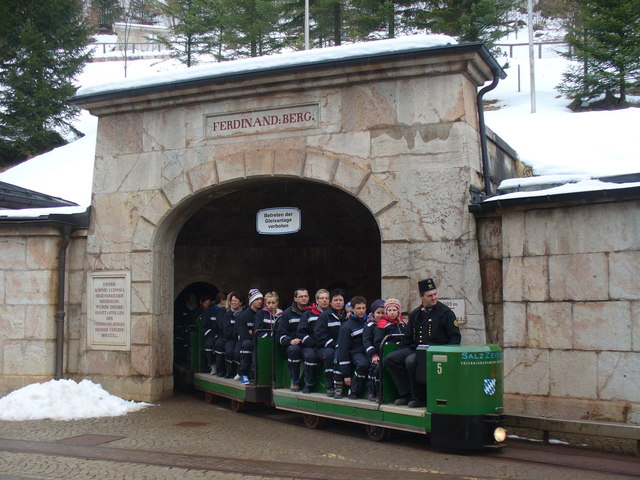
Grubenbahn mit Besuchern
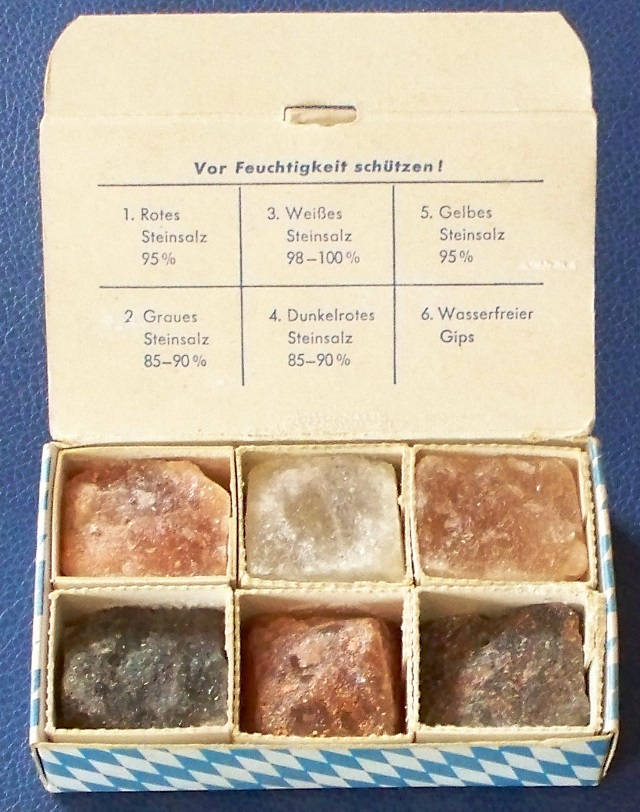
Salzmuster-Souvenir
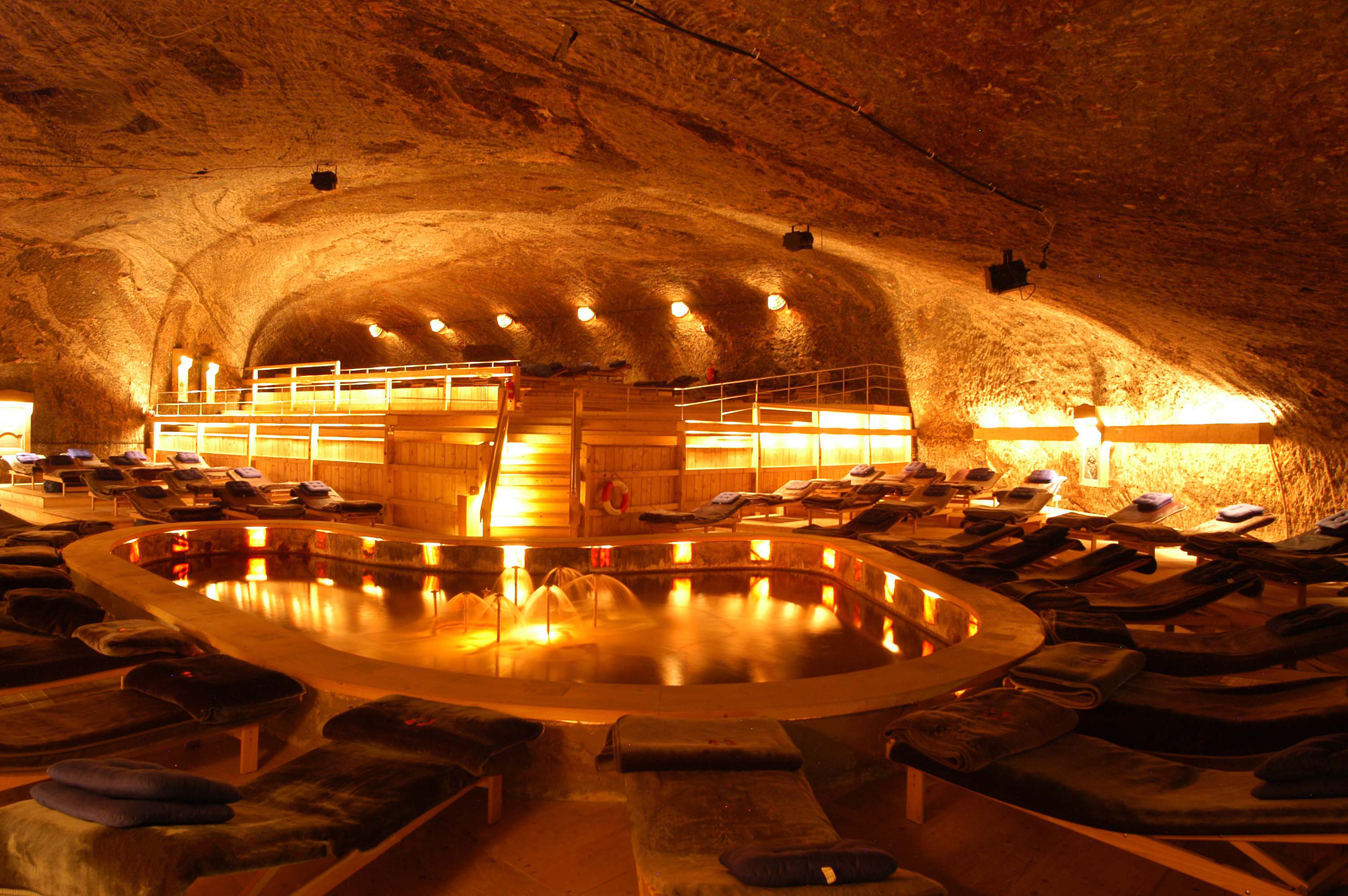
Salzheilstollen